# Eulophia dabia
Eulophia dabia är en orkidéart som först beskrevs av David Don, och fick sitt nu gällande namn av Bénédict Pierre Georges Hochreutiner. Eulophia dabia ingår i släktet Eulophia och familjen orkidéer. IUCN kategoriserar arten globalt som sårbar. Inga underarter finns listade i Catalogue of Life.